# Meillon
Meillon település Franciaországban, Pyrénées-Atlantiques megyében. Lakosainak száma 948 fő (2022. január 1.). Meillon Aressy, Assat, Idron, Lée, Narcastet és Rontignon községekkel határos.

## Népesség
A település népességének változása:
| Lakosok száma | 887  | 895  | 925  | 916  | 922  | 929  | 935  | 943  | 948  |
|               | 2013 | 2015 | 2016 | 2017 | 2018 | 2019 | 2020 | 2021 | 2022 |